# Velká kajruvánská mešita
Velká kajruvánská mešita (arabsky جامع القيروان الأكبر) je muslimský chrám v tuniském městě Kajruván. Je historickým centrem islámu na severu Afriky a Kajruván je považován po Mekce, Medíně a Jeruzalémě za čtvrté nejposvátnější muslimské město. Sedm návštěv Kajruvánu může podle některých islámských učenců nahradit hadždž.
Mešitu založil v roce 670 (50 Anno Hegirae) umajjovský generál Okba ibn Nafi, bývá podle něj také nazývána Mešita Sídí Okby. Byla přestavěna za vlády Aghlabovců v 9. století. Její styl ovlivnil stavbu mešit v celé oblasti Maghrebu, poprvé zde byl použit podkovovitý oblouk. Při mešitě vznikla také univerzita, jež byla střediskem středověké arabské vzdělanosti. Do oblasti Středomoří se odsud šířil málikovský mazhab. Ve zdejší knihovně byl uložen Modrý Korán, významná kaligrafické památka v kúfském písmu. Od jedenáctého století její roli převzala mešita Al-Zajtuna v Tunisu.
Areál mešity zaujímá plochu 9 000 m² a nachází se severovýchodně od centra města. Hlavní minaret má čtvercový půdorys, dosahuje výšky 31,5 m a vede na něj 129 schodů. Zdi mají okrovou barvu, jsou postaveny z kvádříkového zdiva a pálených cihel, jsou tlusté 1,9 metru a měří po obvodu 403 metrů. Do mešity se vystupuje devíti branami, jedna z nich je vyhrazena pro nemuslimy. Nádvoří lemuje 400 sloupů.
Guy de Maupassant ve svém cestopise La Vie errante označuje mešitu za „dokonalou a velkolepou“ a zmiňuje její „jedinečnou harmonii“. S obdivem ji popisoval také Rainer Maria Rilke. V roce 1912 vyhlásil tuniský bej mešitu historickou památkou a roku 1988 se stala s historickým centrem Kajruvánu součástí Světového dědictví.

## Fotogalerie

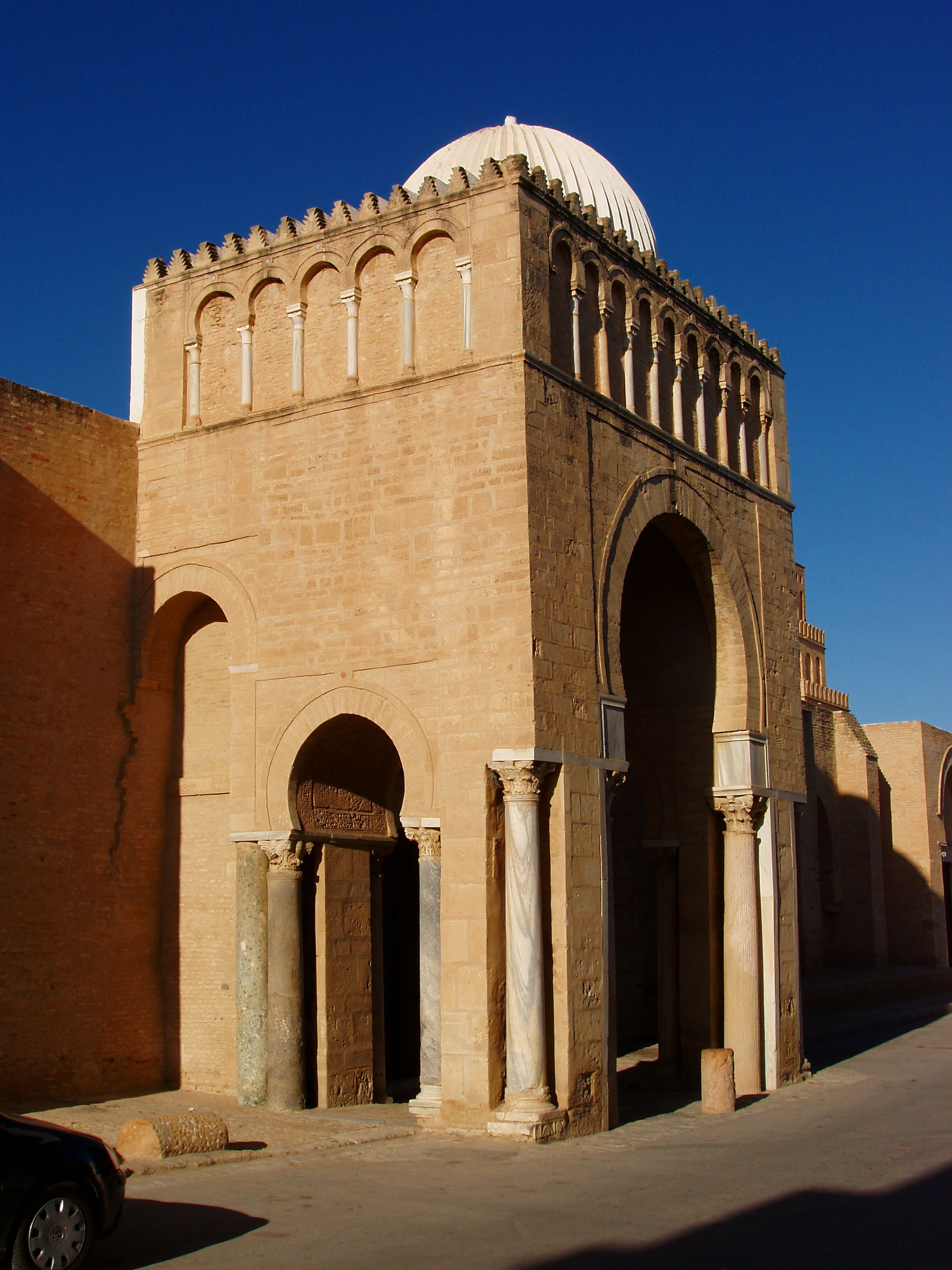
Brána Lalla Rihana
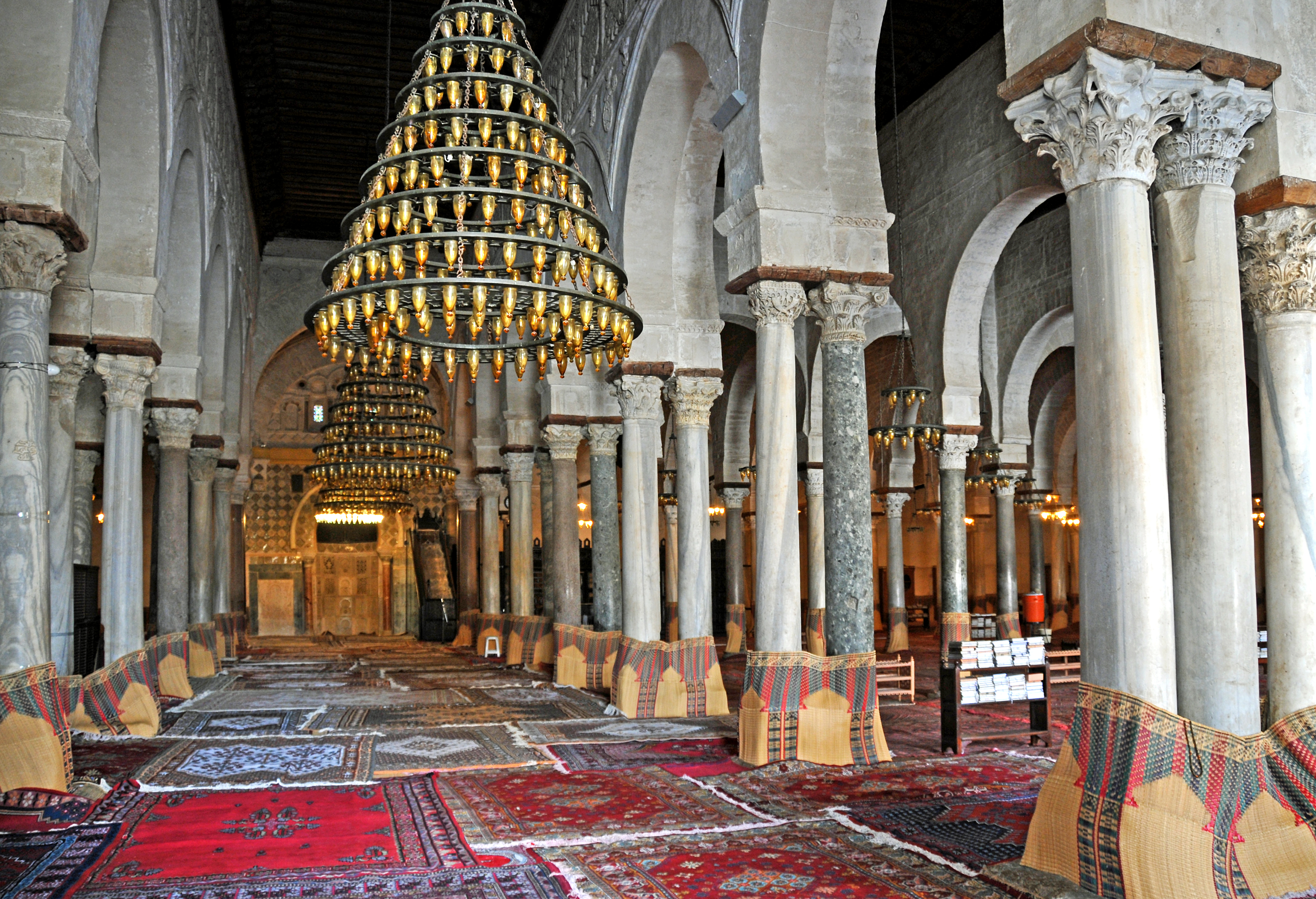
Modlitební síň
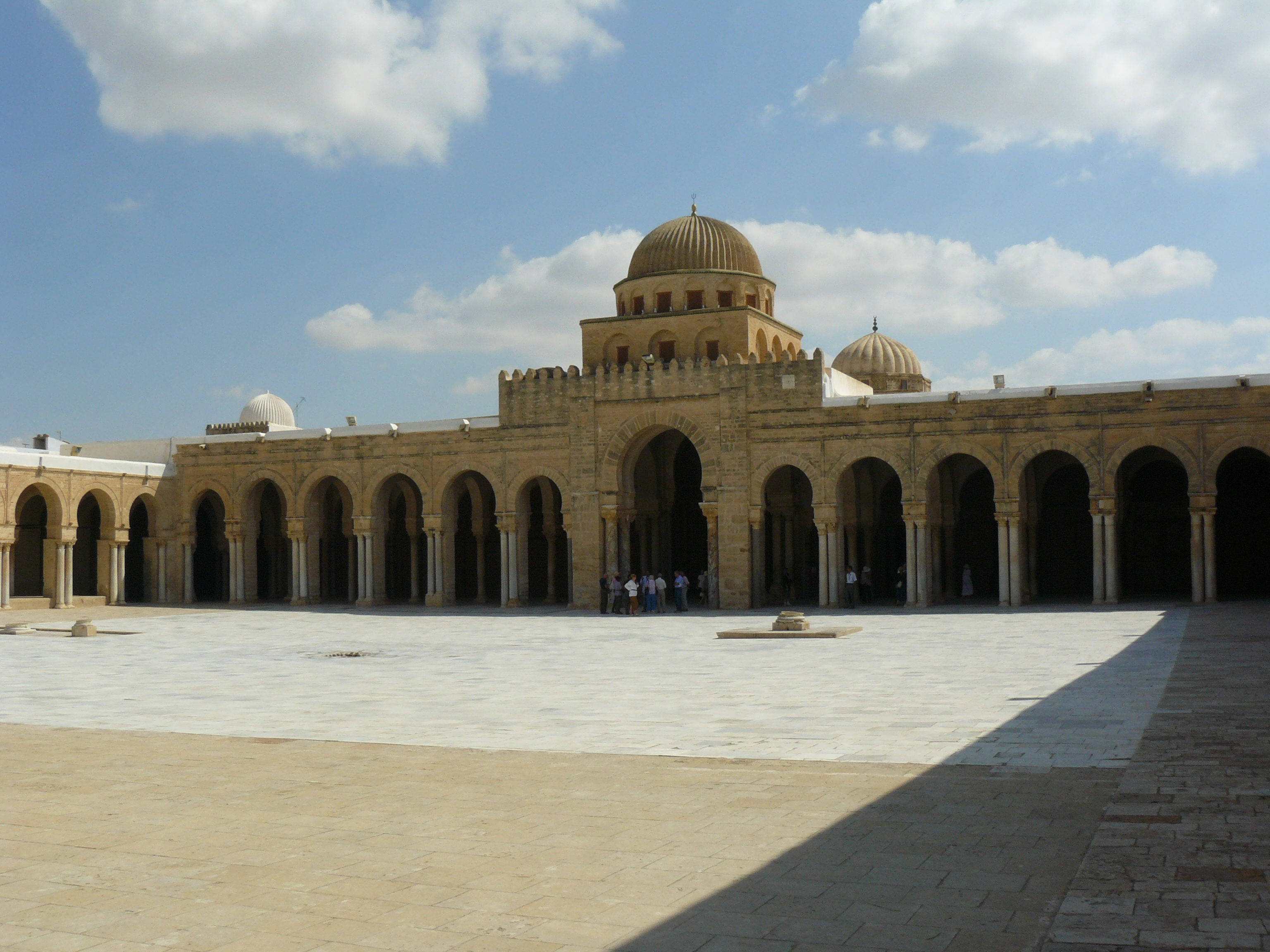
Nádvoří
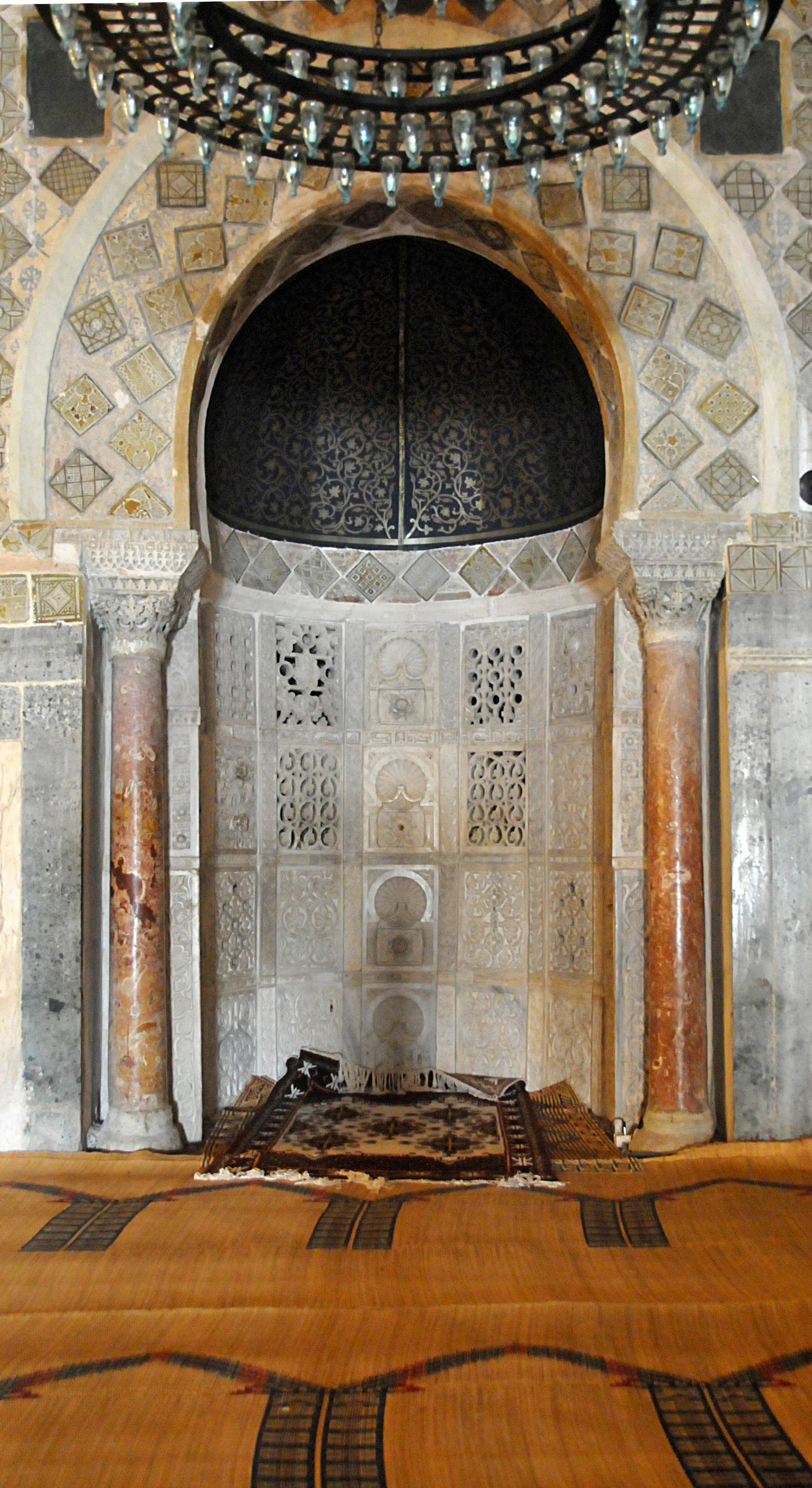
Mihráb
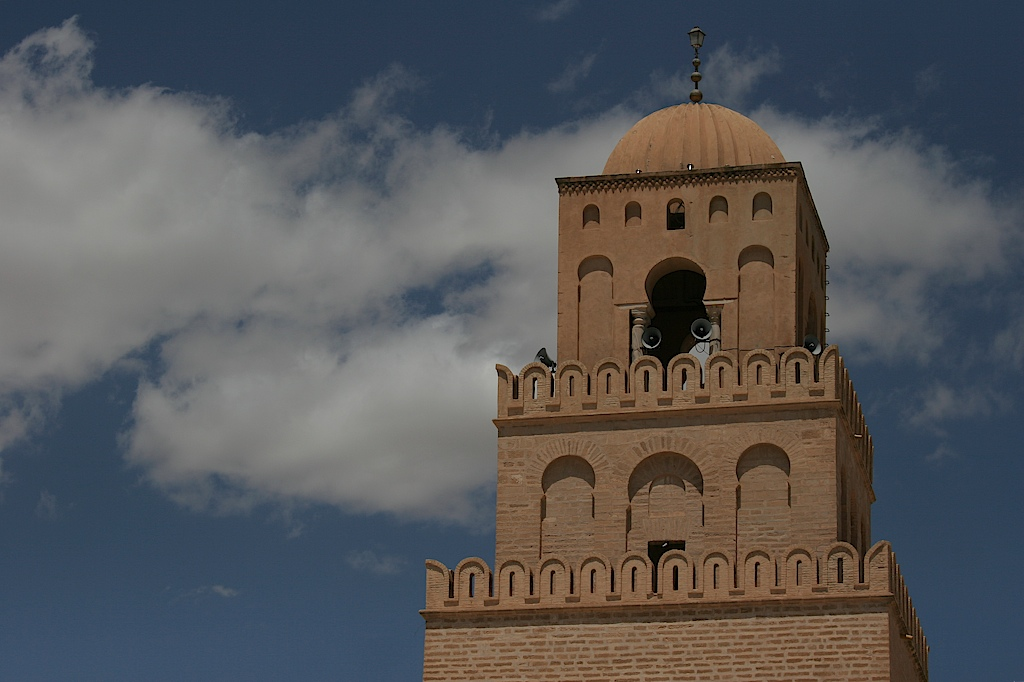
Vrchol minaretu
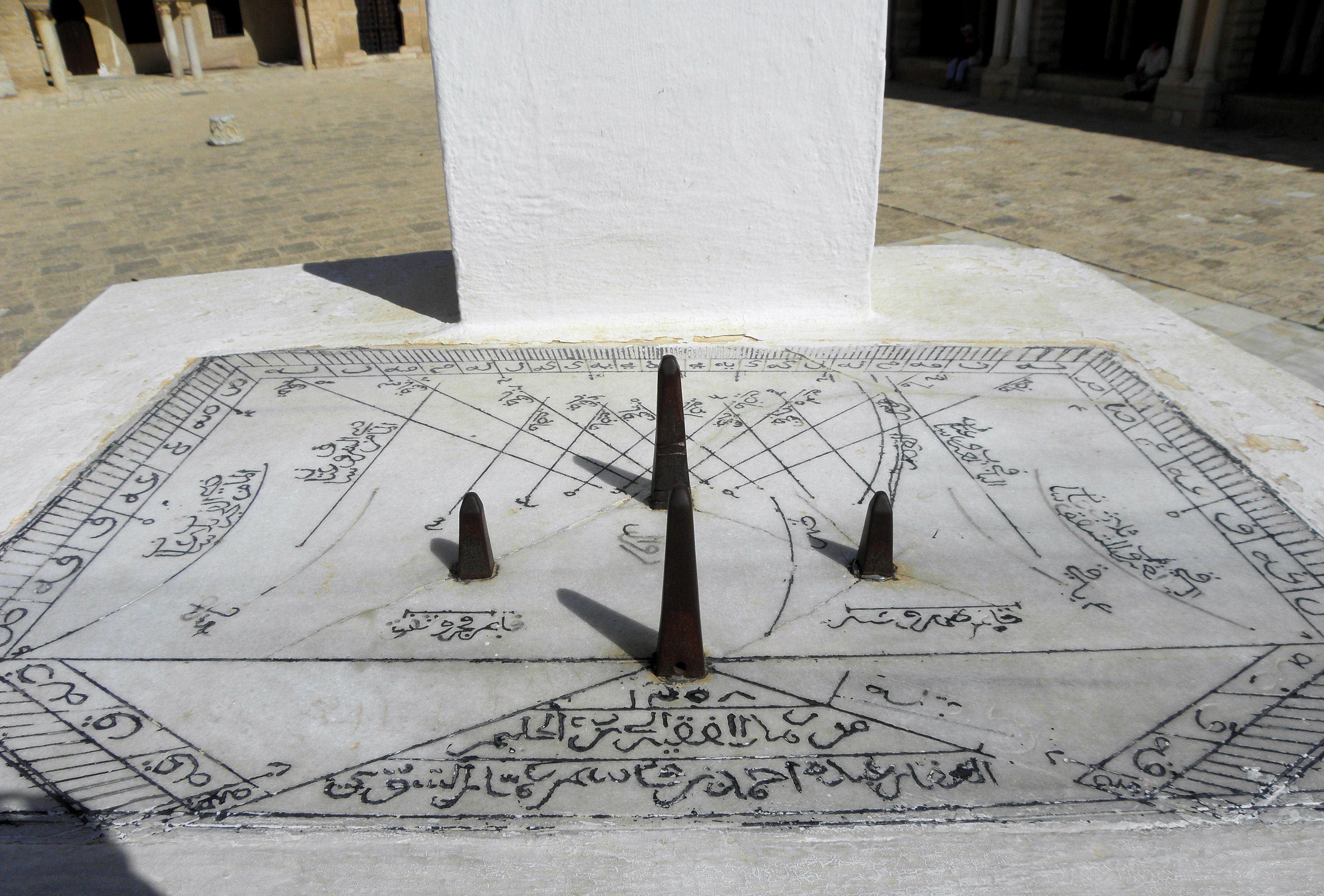
Sluneční hodiny
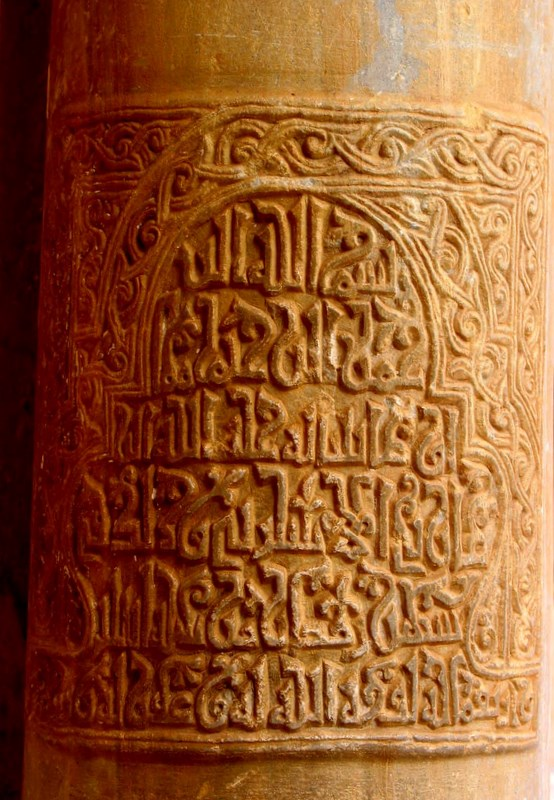
Kúfský nápis na sloupu